# Psychotria jambosioides
Psychotria jambosioides là một loài thực vật có hoa trong họ Thiến thảo. Loài này được Schltdl. miêu tả khoa học đầu tiên năm 1857.